# Kracht

Enkele voorbeelden van optredende krachten.

Een kracht is een natuurkundige grootheid die een voorwerp van vorm of van snelheid kan doen veranderen. Er is dan respectievelijk sprake van de vervorming of de versnelling van het object waar de kracht op werkt. Als een object zich verplaatst als gevolg van een (al dan niet samengestelde) kracht, wordt er natuurkundige arbeid verricht. In de materiaalkunde worden krachten genoemd naar de werking die ze op een voorwerp hebben, zoals trek-kracht, druk-kracht, dwarskracht. In de natuurkunde worden krachten vaak genoemd naar hun oorsprong, met name de zwaartekracht en de lorentzkracht. Krachten worden doorgaans aangeduid met het symbool F (vroeger P), en worden uitgerukt in de SI-eenheid newton, met symbool N.
Een kracht kan worden overgebracht door direct contact tussen twee voorwerpen, zoals bij schuifkracht, of door een krachtveld dat uitgaat van een natuurkundig lichaam en op een ander lichaam werkzaam is, zonder dat er sprake hoeft te zijn van direct contact, bijvoorbeeld bij zwaartekracht. Krachtvelden (contactloze krachten) zijn in de klassieke natuurkunde van elektromagnetische of van gravitationele aard.
Een kracht heeft een grootte en een richting, en is daarmee een vectorgrootheid die grafisch kan worden weergegeven met een pijl.

## Wetenschapsgeschiedenis
De oorspronkelijke, inmiddels achterhaalde, opvatting van het begrip 'kracht' was afkomstig van Aristoteles, en heeft tot ver in de renaissance doorgewerkt. In deze visie is de grondslag van iedere beweging een 'werkende oorzaak', die we nu 'kracht' zouden noemen. Een  beweging van een voorwerp eindigt vanzelf als de 'werkende oorzaak' niet meer op dat voorwerp werkzaam is. Deze werkende oorzaak werkt slechts via direct contact, en wordt daarom in verband gebracht met de snelheid van het lichaam, een verband dat door latere commentatoren als evenredig werd uitgelegd.
Ook de nu achterhaalde impetus-theorie ontstond (in de middeleeuwen) uit de leer van Aristoteles. Deze theorie ging uit van een opgelegde kracht, de 'impetus', die door een 'eerste beweger' aan een lichaam wordt meegegeven. Deze impetus bevindt zich in het lichaam en slaapt met de tijd in, wat versterkt wordt door de weerstand van het medium, bijvoorbeeld lucht. Een beweging eindigt ook in deze theorie vanzelf wanneer het lichaam "geen kracht meer heeft". Anders dan bij Aristoteles was er geen externe beweger nodig. De prangende vraag op welke wijze een in de lucht geworpen voorwerp in beweging wordt gehouden, was daarmee schijnbaar opgelost. Wel werd vastgehouden aan de evenredigheid van kracht en snelheid.
Ook Galilei leunde op de ideeën van Aristoteles, maar hij kwam dicht bij de traagheidswet. In deze wet is een kracht niet meer nodig om een beweging in stand te houden, maar juist om een beweging te veranderen. Het was Newton die in zijn bewegingswetten uit 1687 het begrip kracht beschreef op de manier waarop het nu nog gebruikt wordt. Tot ver in de 19e eeuw gebruikten natuurkundigen het woord 'kracht' ook in betekenissen die niet door de wetten van Newton gedekt worden, in het bijzonder in de betekenis van 'energie'. Zo werd bijvoorbeeld, voordat het moderne energiebegrip ingevoerd was, de kinetische energie met de (door Leibniz bedachte en nog door Helmholtz gebruikte) Latijnse uitdrukking vis viva, 'levende kracht', aangeduid.
Van het Griekse woord voor kracht, δύναμις, dunamis, zijn de termen dyne (een cgs-eenheid), en dynamica afgeleid. De dynamica of krachtenleer is een deel van de (nog steeds geldende) klassieke mechanica, en houdt zich bezig met de beweging die ontstaat door de werking van een of meerdere krachten op een lichaam.

## Wetten van Newton

### Eerste wet
De eerste wet van Newton stelt dat wanneer er op een voorwerp geen resulterende kracht werkt dit voorwerp geen snelheidsverandering zal ondergaan. Met een resulterende kracht wordt een kracht bedoeld die niet wordt opgeheven door andere krachten. Dit is in de alledaagse wereld heel vaak van toepassing doordat het effect van zwaartekracht en andere krachten vaak wordt opgeheven door weer andere krachten, zoals normaalkracht, wrijving, adhesie en cohesie. Vooral door wrijvingskracht was deze wet niet evident, omdat bijvoorbeeld de ervaring leerde dat om een kar een gelijke snelheid te laten houden er constant een kracht moet worden uitgeoefend.

### Tweede wet
De tweede wet van Newton definieert een resulterende kracht als verandering van beweging. De verandering van de beweging is evenredig met de kracht en volgt de richting waarin de kracht werkt.
De kracht {\displaystyle {\vec {F}}} op een voorwerp is gelijk aan de verandering per tijdseenheid van de impuls ("beweging") {\displaystyle {\vec {p}}} van het voorwerp. De impuls {\displaystyle {\vec {p}}} is het product van de massa m en de snelheid {\displaystyle {\vec {v}}}.
De tweede wet van Newton luidt in formulevorm:
{\displaystyle {\vec {F}}={\frac {\mathrm {d} {\vec {p}}}{\mathrm {d} t}}={\frac {\mathrm {d} }{\mathrm {d} t}}(m{\vec {v}})={\vec {v}}\,{\frac {\mathrm {d} m}{\mathrm {d} t}}+m\,{\frac {\mathrm {d} {\vec {v}}}{\mathrm {d} t}}}
Als de massa niet verandert geldt voor de kracht
{\displaystyle {\vec {F}}=m\,{\frac {\mathrm {d} {\vec {v}}}{\mathrm {d} t}}=m\,{\vec {a}}}
met
- m de massa van het lichaam
- {\displaystyle {\vec {a}}} de versnelling (verandering van de snelheid per tijdseenheid) van het zwaartepunt van het lichaam.

De richting van de kracht is de richting van de versnelling.

### Derde wet
De derde wet van Newton: actie = −reactie, stelt dat krachtwerking tussen twee voorwerpen altijd wederzijds is, met tegengestelde richtingen.
Bij krachten die op afstand werken, wordt impuls uitgewisseld door middel van de krachtvoerende deeltjes (ijkbosonen).

## Krachtwerking
Een kracht wordt behalve door grootte en richting bepaald door de plaats waar deze op een lichaam inwerkt. Er wordt bijvoorbeeld verschil gemaakt tussen oppervlaktekrachten en 
volumekrachten. Een belasting is in de constructieleer een kracht of moment, die op een bepaald deel van een voorwerp of constructie inwerkt.
Indien de som van alle krachten op een lichaam nul is dan ondergaat het massamiddelpunt geen versnelling. Het lichaam kan onder invloed van die krachten wel vervormen. Bijvoorbeeld het lichaam kan door twee tegengestelde krachten uitrekken. Vrijmaken is in de klassieke mechanica een manier om berekeningen mogelijk te maken door alle starre onderdelen van een geheel apart te nemen en daarna alle uitwendige krachten als vectoren voor te stellen.

## Newton
De SI-eenheid van kracht, de newton, is naar Sir Isaac Newton genoemd. Tijdgenoten van Newton, zoals Christiaan Huygens, Edmond Halley, Robert Hooke en Christopher Wren, onderschreven het idee dat planeten in hun baan worden gehouden door een kracht die kwadratisch afneemt met de afstand tot de zon. Newtons bijdrage was dat hij het wiskundig bewijs leverde dat zo'n kracht inderdaad de planeten in de geobserveerde planeetbanen laat lopen. Daarmee werden de empirisch bepaalde wetten van Kepler eindelijk wiskundig (formeel) verklaard. Bovendien werd duidelijk dat deze kracht dezelfde (zwaarte)kracht is die ook op aarde heerst.
De wetten van Newton vormen de fundamenten van de mechanica en de dynamica.

## Pondkracht
Een niet-SI-eenheid van kracht is de pondkracht (pound-force), deze is een avoirdupois pound (exact 0,45359237 kg) maal de standaardvalversnelling (exact 9,80665 m/s²), dit is exact 4,4482216152605 N.

## Verwarrende benamingen
- Een paardenkracht is een verouderde eenheid van vermogen, niet van kracht.
- Met het begrip windkracht wordt meestal de snelheid of druk van de wind bedoeld.[5]

## Fundamentele krachten
Alle krachten in natuurkundige zin zijn een samenstelling van een of meer van de vier fundamentele natuurkrachten. Naast de alomtegenwoordige zwaartekracht, zelf een van de fundamentele natuurkrachten, zijn de meeste alledaagse verschijnselen zoals wrijving en hardheid gebaseerd op de elektromagnetische kracht (cohesie) waarmee vaste stoffen bij elkaar gehouden worden.

## Standaardmodel
In het standaardmodel, waarin elementaire deeltjes worden geclassificeerd, is een kracht een verschijnsel dat wordt veroorzaakt door impulsoverdracht, door het opnemen en uitzenden van ijkbosonen. De bekendste van deze ijkbosonen is het foton, dat voor de elektromagnetische kracht verantwoordelijk is.
De drie volgens het standaardmodel (en een eventuele vierde) bekende krachten zijn:
1. De elektromagnetische kracht met als ijkboson het foton
2. De sterke kernkracht met als ijkbosonen de gluonen
3. De zwakke kernkracht met als ijkbosonen de W- en Z-bosonen
4. De zwaartekracht met als ijkboson het graviton[7]